# Ketty Nivyabandi

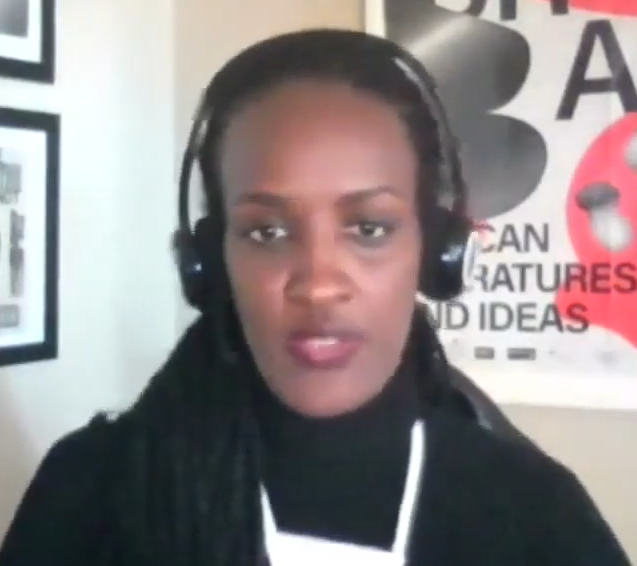
Ketty Nivyabandi (2021)

Ketty Nivyabandi (geb. 1978 in Uccle (Belgien)) ist eine burundische Autorin und Menschenrechtsaktivistin. Sie lebt seit 2015 im Exil in Kanada.

## Biographie
Ketty Nivyabandi kam 1978 in Belgien zur Welt, seit den späten 1980er Jahren wuchs sie im westburundischen Bujumbura auf. Hier absolvierte sie ein Studium in Internationale Beziehungen und arbeitete anschließend als Journalistin. Sie schrieb Gedichte in französischer Sprache, die in Literaturmagazinen wie World Literature Today und Words Without Borders, und in Anthologien veröffentlicht wurden. 2012 vertrat Nivyabandi Burundi beim Poetry Parnassus, der in London im Rahmenprogramm der Olympischen Spiele stattfand.
Das Haus für Poesie Berlin charakterisiert ihre Lyrik als einen der raren Fälle, in denen politisches Engagement auf poetische Vielschichtigkeit treffe. Ihre Gedichte fänden einen zeitgemäßen, formbewussten und bildstarken Ausdruck für die poetischen Traditionen ihrer Heimat im Spiegel der eigenen Biografie. Mit ihren Gedichten leiste sie lyrischem Widerstand. Sie seien Gesänge einer „geschredderten Nation“, die trotz Krieg, Hunger und Verfolgung nicht aufhöre, auf dem Wort „Freiheit“ herumzukauen.
Während der burundischen Verfassungskrise von 2015 wurde Nivyabandi zur Aktivistin. Sie führte Burundis ersten reinen Frauenprotest an und war Gründungsmitglied des Women and Girls Movement for Peace and Security in Burundi. Sie war gezwungen, das Land zu verlassen, als sie von der Regierung ins Visier genommen wurde. Sie sprach vor dem kanadischen Unterausschuss für internationale Menschenrechte über die Menschenrechtsverletzungen in Burundi und äußert sich regelmäßig auf verschiedenen Foren zu Menschenrechten, insbesondere Frauenrechten und die Auswirkungen von Konflikten auf das Leben von Frauen. 2016 nahm Kate Schatz sie in ihre Anthologie Rad Women Worldwide auf.
2017 wurde Nivyabandi Mitarbeiterin der Nobel Women's Initiative als Medienbeauftragte. Im März 2019 war sie Rednerin auf dem Geneva Summit for Human Rights and Democracy. 2020 wurde sie Generalsekretärin des englischsprachigen Zweigs von Amnesty International in Kanada. Nivyabandi lebt und arbeitet in Ottawa.

## Veröffentlichungen (bisher nur) in Anthologien
- Même le ciel ne pleure plus, Slatkine, Genève, 2011
- Emergences: Renaitre ensemble, Sembura, Uganda, 2011
- In-dépendance, Soma Editions, Burundi, 2012
- World Record, Bloodaxe, United Kingdom, 2012
- We Have Crossed Many Rivers: New Poetry, 2012
- Kwani 08 Kwani, Nairobi, 2015
- Quand on n'a que l'amour, Editions Bruno Doucey, Paris, 2015
- Chants du Métissage, Editions Bruno Doucey, Paris, 2015
- 120 nuances d’Afrique, Editions Bruno Doucey, Paris, 2016
- New Daughters of Africa von Margaret Busby, Myriad Editions, Oxford, 2019